# NBA 75th Anniversary Team

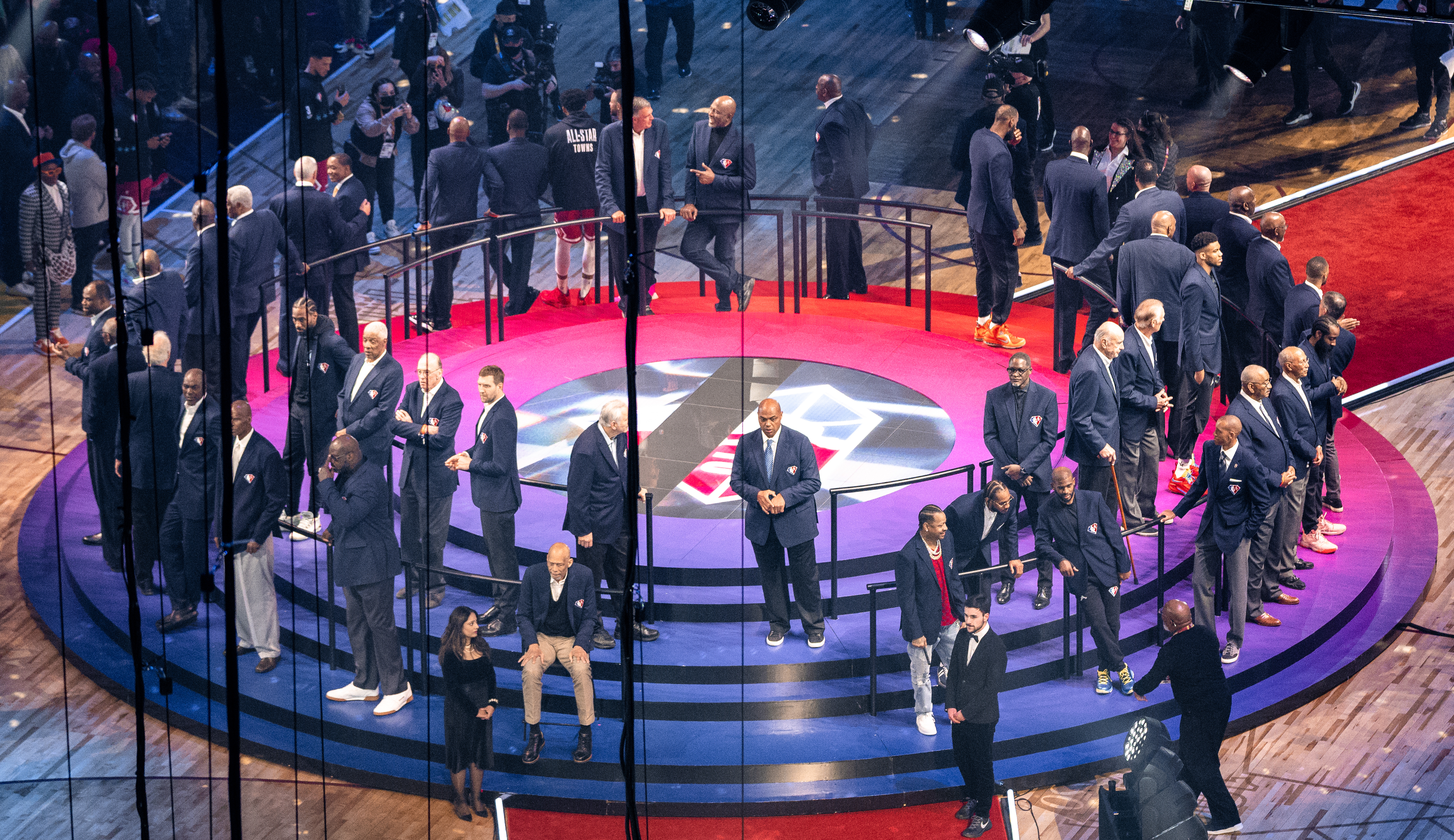
Mitglieder der NBA 75 bei der Halbzeit-Zeremonie während des All-Star Spiels 2022

Das NBA 75th Anniversary Team (NBA-Team des 75. Jubiläums), kurz auch als NBA 75 bezeichnet, ist eine Zusammenstellung von 76 Basketballspielern der National Basketball Association (NBA) anlässlich des 75-jährigen Bestehens der Liga 2021, die das Spiel „geformt, definiert und erneuert haben“. Die Auswahl wurde von einem Gremium aus Medienvertretern, aktiven und ehemaligen Spielern, Coaches, Managern und Funktionären vorgenommen und umfasst wegen eines Gleichstandes an Stimmen 76 Spieler. Die Auswahl wurde an den ersten drei Spieltagen der Saison 2021/22 bekannt gegeben. Sämtliche Spieler des NBA 35th Anniversary Teams und der 50 Greatest Players in NBA History sind auch im NBA-Team des 75. Jubiläums vertreten, aber nur acht der zehn Spieler (alle außer Joe Fulks und Bob Davies) des NBA 25th Anniversary Teams, in das 1971 jedoch keine aktiven Spieler gewählt worden waren.

## Fakten
Neu seit den 50 Greatest Players in NBA History aus dem Jahre 1996 hinzugekommen sind Ray Allen, Giannis Antetokounmpo, Carmelo Anthony, Kobe Bryant, Stephen Curry, Anthony Davis, Tim Duncan, Kevin Durant, Kevin Garnett, James Harden, Allen Iverson, LeBron James, Jason Kidd, Kawhi Leonard, Damian Lillard, Reggie Miller, Steve Nash, Dirk Nowitzki, Chris Paul, Gary Payton, Paul Pierce, Dennis Rodman, Dwyane Wade, Russell Westbrook und Dominique Wilkins. Der US-Amerikaner Wilkins wurde wie Giannis Antetokounmpo und Dirk Nowitzki in Europa geboren, Hakeem Olajuwon und der Kanadier Steve Nash in Afrika.

## Legende
Stand: Ende der Saison 2020/21.
| Pos.         | Position                                                                       |
| G            | Guard-Position im Backcourt                                                    |
| C            | Center-Position im Frontcourt                                                  |
| F            | Forward-Position im Frontcourt                                                 |
| Pkt.         | Gesamtzahl der Karriere-Punkte                                                 |
| Reb.         | Gesamtzahl der Karriere-Rebounds                                               |
| Asts.        | Gesamtzahl der Karriere-Assists                                                |
| NBA-Titel    | Anzahl der errungenen Meistertitel                                             |
| All-Star     | Anzahl der Berufungen in ein All-Star-Team                                     |
| All-NBA      | Anzahl der Berufungen in die jährliche NBA-Auswahl                             |
| MVP          | Anzahl der Wahlen zum wertvollsten Spieler                                     |
| Hall of Fame | Jahr der Aufnahme in die Naismith Memorial Basketball Hall of Fame als Spieler |
| Q            | Quelle                                                                         |

## Die NBA 75
Spieler in fetten Typen waren in der Saison 2021/22 aktiv, zu deren Beginn die Auswahl bekanntgegeben wurde.
| Name                           | Pos. | Teams | Spiele | Pkt.   | Reb.   | Asts.  | NBA- Titel | All-Star | All-NBA | MVP | Hall of Fame | Q      |
| ------------------------------ | ---- | --- | ------ | ------ | ------ | ------ | ---------- | -------- | ------- | --- | ------------ | ------ |
| Kareem Abdul-Jabbar (* 1947)   | C    | Milwaukee Bucks (1969–1975) Los Angeles Lakers (1975–1989) | 1.560  | 38.387 | 17.440 | 5.660  | 6          | 19       | 15      | 6   | 1995         | [ 1 ]  |
| Ray Allen (* 1975)             | G    | Milwaukee Bucks (1996–2003) Seattle SuperSonics (2003–2007) Boston Celtics (2007–2012) Miami Heat (2012–2014)                                                                                                  | 1.300  | 24.505 | 5.272  | 4.361  | 2          | 10       | 2       | –   | 2018         | [ 2 ]  |
| Giannis Antetokounmpo (* 1994) | F    | Milwaukee Bucks (2013–2021) | 589    | 12.319 | 5.371  | 2632   | 1          | 5        | 5       | 2   | –            | [ 3 ]  |
| Carmelo Anthony (* 1984)       | F    | Denver Nuggets (2003–2011) New York Knicks (2011–2017) Oklahoma City Thunder (2017–2018) Houston Rockets (2018–2019) Portland Trail Blazers (2019–2021)                                                        | 1.191  | 27.370 | 7.520  | 3.354  | –          | 10       | 6       | –   | –            | [ 4 ]  |
| Nate Archibald (* 1948)        | G    | Cincinnati Royals / Kansas City-Omaha / Kansas City Kings (1970–1976) New York Nets (1976–1977) Boston Celtics (1978–1983) Milwaukee Bucks (1983–1984)                                                         | 876    | 16.481 | 2.046  | 6.476  | 1          | 6        | 5       | –   | 1991         | [ 5 ]  |
| Paul Arizin (1928–2006)        | F    | Philadelphia Warriors (1950–1962) | 713    | 16.266 | 6.129  | 1.665  | 1          | 10       | 4       | –   | 1978         | [ 6 ]  |
| Charles Barkley (* 1963)       | F    | Philadelphia 76ers (1984–1992) Phoenix Suns (1992–1996) Houston Rockets (1996–2000) | 1.073  | 23.757 | 12.546 | 4.215  | –          | 11       | 11      | 1   | 2006         | [ 7 ]  |
| Rick Barry (* 1944)            | F    | San Francisco / Golden State Warriors (1965–1967, 1972–1978) Houston Rockets (1978–1980) | 794    | 18.395 | 5.168  | 4.017  | 1          | 8        | 6       | –   | 1987         | [ 8 ]  |
| Elgin Baylor (1934–2021)       | F    | Minneapolis / Los Angeles Lakers (1958–1971) | 846    | 23.149 | 11.463 | 3.650  | –          | 11       | 10      | –   | 1977         | [ 9 ]  |
| Dave Bing (* 1943)             | G    | Detroit Pistons (1966–1975) Washington Bullets (1975–1977) Boston Celtics (1977–1978) | 901    | 18.327 | 3.420  | 5.397  | –          | 7        | 3       | –   | 1990         | [ 10 ] |
| Larry Bird (* 1956)            | F    | Boston Celtics (1979–1992) | 897    | 21.791 | 8.974  | 5.695  | 3          | 12       | 10      | 3   | 1998         | [ 11 ] |
| Kobe Bryant (1978–2020)        | G    | Los Angeles Lakers (1996–2016) | 1.346  | 33.643 | 7.047  | 6.306  | 5          | 18       | 15      | 1   | 2020         | [ 12 ] |
| Wilt Chamberlain (1936–1999)   | C    | Philadelphia / San Francisco Warriors (1959–1965) Philadelphia 76ers (1965–1968) Los Angeles Lakers (1968–1973)                                                                                                | 1.045  | 31.419 | 23.924 | 4.643  | 2          | 13       | 10      | 4   | 1979         | [ 13 ] |
| Bob Cousy (* 1928)             | G    | Boston Celtics (1950–1963) Cincinnati Royals (1969–1970) | 924    | 16.960 | 4.786  | 6.955  | 6          | 13       | 12      | 1   | 1971         | [ 14 ] |
| Dave Cowens (* 1948)           | C    | Boston Celtics (1970–1980) Milwaukee Bucks (1982–1983) | 766    | 13.516 | 10.444 | 2.910  | 2          | 8        | 3       | 1   | 1991         | [ 15 ] |
| Billy Cunningham (* 1943)      | F    | Philadelphia 76ers (1965–1972, 1974–1976) | 654    | 13.626 | 6.638  | 2.625  | 1          | 4        | 4       | –   | 1986         | [ 16 ] |
| Stephen Curry (* 1988)         | G    | Golden State Warriors (2009–2021) | 762    | 18.434 | 3.503  | 4.984  | 3          | 7        | 7       | 2   | –            | [ 17 ] |
| Anthony Davis (* 1993)         | F/C  | New Orleans Hornets / Pelicans (2012–2019) Los Angeles Lakers (2019–2021) | 564    | 13.463 | 5.769  | 1.292  | 1          | 8        | 4       | –   | –            | [ 18 ] |
| Dave DeBusschere (1940–2003)   | F    | Detroit Pistons (1962–1968) New York Knicks (1968–1974) | 875    | 14.053 | 9.618  | 2.497  | 2          | 8        | 1       | –   | 1983         | [ 19 ] |
| Clyde Drexler (* 1962)         | G    | Portland Trail Blazers (1983–1995) Houston Rockets (1995–1998) | 1.086  | 22.195 | 6.677  | 6.125  | 1          | 10       | 5       | –   | 2004         | [ 20 ] |
| Tim Duncan (* 1976)            | F/C  | San Antonio Spurs (1997–2016) | 1.392  | 26.496 | 15.091 | 4.225  | 5          | 15       | 15      | 2   | 2020         | [ 21 ] |
| Kevin Durant (* 1988)          | F    | Seattle SuperSonics (2007–2008) Oklahoma City Thunder (2008–2016) Golden State Warriors (2016–2019) Brooklyn Nets (2020–2021)                                                                                  | 884    | 23.883 | 6.239  | 3.681  | 2          | 11       | 9       | 1   | –            | [ 22 ] |
| Julius Erving (* 1950)         | F    | Philadelphia 76ers (1976–1987) | 836    | 18.364 | 5.601  | 3.224  | 1          | 11       | 7       | 1   | 1993         | [ 23 ] |
| Patrick Ewing (* 1962)         | C    | New York Knicks (1985–2000) Seattle SuperSonics (2000–2001) Orlando Magic (2001–2002) | 1.183  | 24.815 | 11.607 | 2.215  | –          | 11       | 7       | –   | 2008         | [ 24 ] |
| Walt Frazier (* 1945)          | G    | New York Knicks (1967–1977) Cleveland Cavaliers (1977–1980) | 825    | 15.581 | 4.830  | 5.040  | 2          | 7        | 6       | –   | 1987         | [ 25 ] |
| Kevin Garnett (* 1976)         | F/C  | Minnesota Timberwolves (1995–2007, 2015–2016) Boston Celtics (2007–2013) Brooklyn Nets (2013–2015) | 1.462  | 26.071 | 14.662 | 5.445  | 1          | 15       | 9       | 1   | 2020         | [ 26 ] |
| George Gervin (* 1952)         | G    | San Antonio Spurs (1976–1985) Chicago Bulls (1985–1986) | 791    | 20.708 | 3.607  | 2.214  | –          | 9        | 7       | –   | 1996         | [ 27 ] |
| Hal Greer (* 1936)             | G    | Syracuse Nationals / Philadelphia 76ers (1958–1973) | 1.122  | 21.586 | 5.665  | 4540   | 1          | 10       | 7       | –   | 1982         | [ 28 ] |
| James Harden (* 1989)          | G    | Oklahoma City Thunder (2009–2012) Houston Rockets (2012–2021) Brooklyn Nets (2021) | 877    | 22.045 | 4.794  | 5.730  | –          | 9        | 7       | 1   | –            | [ 29 ] |
| John Havlicek (1940–2019)      | F/G  | Boston Celtics (1962–1978) | 1.270  | 26.395 | 8.007  | 6.114  | 8          | 13       | 11      | –   | 1984         | [ 30 ] |
| Elvin Hayes (* 1945)           | F/C  | San Diego / Houston Rockets (1968–1972, 1981–1984) Baltimore / Capital / Washington Bullets (1972–1981) | 1.303  | 27.313 | 16.279 | 2.398  | 1          | 12       | 6       | –   | 1990         | [ 31 ] |
| Allen Iverson (* 1975)         | G    | Philadelphia 76ers (1996–2006, 2009–2010) Denver Nuggets (2006–2008) Detroit Pistons (2008–2009) Memphis Grizzlies (2009)                                                                                      | 914    | 24.368 | 3.394  | 5.624  | –          | 11       | 7       | 1   | 2016         | [ 32 ] |
| LeBron James (* 1984)          | F    | Cleveland Cavaliers (2003–2010, 2014–2018) Miami Heat (2010–2014) Los Angeles Lakers (2018–2021) | 1.310  | 35.367 | 9.751  | 9.696  | 4          | 17       | 17      | 4   | –            | [ 33 ] |
| Magic Johnson (* 1959)         | G    | Los Angeles Lakers (1979–1991, 1996) | 906    | 17.707 | 6.559  | 10.141 | 5          | 12       | 10      | 3   | 2002         | [ 34 ] |
| Sam Jones (1933–2021)          | G    | Boston Celtics (1957–1969) | 871    | 15.411 | 4.305  | 2.209  | 10         | 5        | 3       | –   | 1984         | [ 35 ] |
| Michael Jordan (* 1963)        | G    | Chicago Bulls (1984–1993, 1995–1998) Washington Wizards (2001–2003) | 1.072  | 32.292 | 6.672  | 5.633  | 6          | 14       | 11      | 5   | 2009         | [ 36 ] |
| Jason Kidd (* 1973)            | G    | Dallas Mavericks (1994–1996, 2008–2012) Phoenix Suns (1996–2001) New Jersey Nets (2001–2008) New York Knicks (2012–2013)                                                                                       | 1.391  | 17.529 | 8.725  | 12.091 | 1          | 10       | 6       | –   | 2018         | [ 37 ] |
| Kawhi Leonard (* 1991)         | F    | San Antonio Spurs (2011–2018) Toronto Raptors (2018–2019) Los Angeles Clippers (2019–2021) | 576    | 11.085 | 3.689  | 1.672  | 2          | 5        | 5       | –   | –            | [ 38 ] |
| Damian Lillard (* 1990)        | G    | Portland Trail Blazers (2012–2021) | 682    | 16.815 | 2.856  | 4.514  | –          | 6        | 6       | –   | –            | [ 39 ] |
| Jerry Lucas (* 1940)           | F    | Cincinnati Royals (1963–1969) San Francisco Warriors (1969–1971) New York Knicks (1971–1974) | 829    | 14.053 | 12.942 | 2.730  | 1          | 7        | 5       | –   | 1980         | [ 40 ] |
| Karl Malone (* 1963)           | F    | Utah Jazz (1985–2003) Los Angeles Lakers (2003–2004) | 1.476  | 36.928 | 14.968 | 5.248  | –          | 14       | 14      | 2   | 2010         | [ 41 ] |
| Moses Malone (1955–2015)       | C    | Buffalo Braves (1976) Houston Rockets (1976–1982) Philadelphia 76ers (1982–1986, 1993–1994) Washington Bullets (1986–1988) Atlanta Hawks (1988–1991) Milwaukee Bucks (1991–1993) San Antonio Spurs (1994–1995) | 1.329  | 27.409 | 16.212 | 1.796  | 1          | 12       | 8       | 1   | 2001         | [ 42 ] |
| Pete Maravich (1947–1988)      | G    | Atlanta Hawks (1970–1974) New Orleans / Utah Jazz (1974–1980) Boston Celtics (1980) | 658    | 15.948 | 2.747  | 3.563  | –          | 5        | 4       | –   | 1987         | [ 43 ] |
| Bob McAdoo (* 1951)            | F/C  | Buffalo Braves (1972–1976) New York Knicks (1976–1979) Boston Celtics (1979) Detroit Pistons (1979–1981) New Jersey Nets (1981) Los Angeles Lakers (1981–1985) Philadelphia 76ers (1985–1986)                  | 852    | 18.787 | 8.048  | 1.951  | 2          | 5        | 2       | 1   | 2000         | [ 44 ] |
| Kevin McHale (* 1957)          | F    | Boston Celtics (1980–1993) | 971    | 17.335 | 7.122  | 1.670  | 3          | 7        | 1       | –   | 1999         | [ 45 ] |
| George Mikan (1924–2005)       | C    | Minneapolis Lakers (1948–1956) | 439    | 10.156 | 4.167  | 1.245  | 5          | 4        | 6       | –   | 1959         | [ 46 ] |
| Reggie Miller (* 1965)         | G    | Indiana Pacers (1987–2005) | 1.389  | 25.279 | 4.182  | 4.141  | –          | 5        | 3       | –   | 2012         | [ 47 ] |
| Earl Monroe (* 1944)           | G    | Baltimore Bullets (1967–1971) New York Knicks (1971–1980) | 926    | 17.454 | 2.796  | 3.594  | 1          | 4        | 1       | –   | 1990         | [ 48 ] |
| Steve Nash (* 1974)            | G    | Phoenix Suns (1996–1998, 2004–2012) Dallas Mavericks (1998–2004) Los Angeles Lakers (2012–2014) | 1.217  | 17.387 | 3.642  | 10.335 | –          | 8        | 7       | 2   | 2018         | [ 49 ] |
| Dirk Nowitzki (* 1978)         | F    | Dallas Mavericks (1999–2019) | 1.522  | 31.560 | 11.489 | 3.651  | 1          | 14       | 12      | 1   | 2023         | [ 50 ] |
| Hakeem Olajuwon (* 1963)       | C    | Houston Rockets (1984–2001) Toronto Raptors (2001–2002) | 1.238  | 26.946 | 13.748 | 3.058  | 2          | 12       | 12      | 1   | 2008         | [ 51 ] |
| Shaquille O’Neal (* 1972)      | C    | Orlando Magic (1992–1996) Los Angeles Lakers (1996–2004) Miami Heat (2004–2008) Phoenix Suns (2008–2009) Cleveland Cavaliers (2009–2010) Boston Celtics (2010–2011)                                            | 1.207  | 28.596 | 13.099 | 3.026  | 4          | 15       | 14      | 1   | 2016         | [ 52 ] |
| Robert Parish (* 1953)         | C    | Golden State Warriors (1976–1980) Boston Celtics (1980–1994) Charlotte Hornets (1994–1996) Chicago Bulls (1996–1997)                                                                                           | 1.611  | 23.334 | 14.715 | 2.180  | 4          | 9        | 2       | –   | 2003         | [ 53 ] |
| Chris Paul (* 1985)            | G    | New Orleans/Oklahoma City Hornets (2005–2007) New Orleans Hornets (2007–2011) Los Angeles Clippers (2011–2017) Houston Rockets (2017–2019) Oklahoma City Thunder (2019–2020) Phoenix Suns (2020–2021)          | 1.090  | 19.978 | 4.923  | 10.275 | –          | 11       | 10      | –   | –            | [ 54 ] |
| Gary Payton (* 1968)           | G    | Seattle SuperSonics (1990–2003) Milwaukee Bucks (2003) Los Angeles Lakers (2003–2004) Boston Celtics (2004–2005) Miami Heat (2005–2007)                                                                        | 1.335  | 21.813 | 5.269  | 8.966  | 1          | 9        | 9       | –   | 2013         | [ 55 ] |
| Bob Pettit (* 1932)            | F    | Milwaukee / St. Louis Hawks (1954–1965) | 792    | 20.880 | 12.851 | 2.369  | 1          | 11       | 11      | 2   | 1971         | [ 56 ] |
| Paul Pierce (* 1977)           | F    | Boston Celtics (1998–2013) Brooklyn Nets (2013–2014) Washington Wizards (2014–2015) Los Angeles Clippers (2015–2017)                                                                                           | 1.343  | 26.397 | 7.527  | 4.708  | 1          | 10       | 4       | –   | 2021         | [ 57 ] |
| Scottie Pippen (* 1965)        | F    | Chicago Bulls (1987–1998, 2003–2004) Houston Rockets (1998–1999) Portland Trail Blazers (1999–2003) | 1.178  | 18.940 | 6.135  | 7.494  | 6          | 7        | 7       | –   | 2010         | [ 58 ] |
| Willis Reed (1942–2023)        | C/F  | New York Knicks (1964–1974) | 650    | 12.183 | 8.414  | 1.186  | 2          | 7        | 5       | 1   | 1982         | [ 59 ] |
| Oscar Robertson (* 1938)       | G    | Cincinnati Royals (1960–1970) Milwaukee Bucks (1970–1974) | 1.040  | 26.710 | 7.804  | 9.887  | 1          | 12       | 11      | 1   | 1980         | [ 60 ] |
| David Robinson (* 1965)        | C    | San Antonio Spurs (1989–2003) | 987    | 20.790 | 10.497 | 2.441  | 2          | 10       | 10      | 1   | 2009         | [ 61 ] |
| Dennis Rodman (* 1961)         | F    | Detroit Pistons (1986–1993) San Antonio Spurs (1993–1995) Chicago Bulls (1995–1998) Los Angeles Lakers (1998–1999) Dallas Mavericks (1999–2000)                                                                | 911    | 6.683  | 11.954 | 1.600  | 5          | 2        | 2       | –   | 2011         | [ 62 ] |
| Bill Russell (1934–2022)       | C    | Boston Celtics (1956–1969) | 963    | 14.522 | 21.620 | 4.100  | 11         | 12       | 11      | 5   | 1975         | [ 63 ] |
| Dolph Schayes (1928–2015)      | F    | Syracuse Nationals / Philadelphia 76ers (1949–1964) | 1.059  | 19.247 | 11.256 | 3.072  | 1          | 12       | 12      | –   | 1973         | [ 64 ] |
| Bill Sharman (1926–2013)       | G    | Washington Capitols (1950–1951) Boston Celtics (1951–1961) | 711    | 12.665 | 2.779  | 2.101  | 4          | 8        | 7       | –   | 1976         | [ 65 ] |
| John Stockton (* 1962)         | G    | Utah Jazz (1984–2003) | 1.504  | 19.711 | 4.051  | 15.806 | –          | 10       | 11      | –   | 2009         | [ 66 ] |
| Isiah Thomas (* 1961)          | G    | Detroit Pistons (1981–1994) | 979    | 18.822 | 3.478  | 9.061  | 2          | 12       | 5       | –   | 2000         | [ 67 ] |
| Nate Thurmond (1941–2016)      | C    | San Francisco / Golden State Warriors (1963–1974) Chicago Bulls (1974–1976) Cleveland Cavaliers (1976–1977) | 964    | 14.437 | 14.464 | 2.575  | –          | 7        | –       | –   | 1985         | [ 68 ] |
| Wes Unseld (1946–2020)         | C    | Baltimore / Capital / Washington Bullets (1968–1981) | 984    | 10.624 | 13.769 | 3.822  | 1          | 5        | 1       | 1   | 1988         | [ 69 ] |
| Dwyane Wade (* 1982)           | G    | Miami Heat (2003–2016, 2018–2019) Chicago Bulls (2016–2017) Cleveland Cavaliers (2017–2018) | 1.054  | 23.165 | 4.933  | 5.701  | 3          | 13       | 8       | –   | 2023         | [ 70 ] |
| Bill Walton (1952–2024)        | C    | Portland Trail Blazers (1974–1979) San Diego / Los Angeles Clippers (1979–1985) Boston Celtics (1985–1987) | 468    | 6.215  | 4.923  | 1.590  | 2          | 2        | 2       | 1   | 1993         | [ 71 ] |
| Jerry West (1938–2024)         | G    | Los Angeles Lakers (1960–1974) | 932    | 25.192 | 5.376  | 6.238  | 1          | 14       | 12      | –   | 1980         | [ 72 ] |
| Russell Westbrook (* 1988)     | G    | Oklahoma City Thunder (2008–2019) Houston Rockets (2019–2020) Washington Wizards (2020–2021) | 943    | 21.857 | 6.961  | 8.061  | –          | 9        | 9       | 1   | –            | [ 73 ] |
| Lenny Wilkens (* 1937)         | G    | St. Louis Hawks (1960–1968) Seattle SuperSonics (1968–1972) Cleveland Cavaliers (1972–1974) Portland Trail Blazers (1974–1975)                                                                                 | 1.077  | 17.772 | 5.030  | 7.211  | –          | 9        | –       | –   | 1989         | [ 74 ] |
| Dominique Wilkins (* 1960)     | F    | Atlanta Hawks (1982–1994) Los Angeles Clippers (1994) Boston Celtics (1994–1995) San Antonio Spurs (1996–1997) Orlando Magic (1998–1999)                                                                       | 1.074  | 26.668 | 7.169  | 2.677  | –          | 9        | 7       | –   | 2006         | [ 75 ] |
| James Worthy (* 1961)          | F    | Los Angeles Lakers (1982–1994) | 926    | 16.320 | 4.707  | 2.791  | 3          | 7        | 2       | –   | 2003         | [ 76 ] |

## Trivia
Die 76 Spieler wiesen zu Beginn der Saison 2021/22 folgende gemeinsame Statistik auf.
- 158 gewonnene NBA-Meisterschaften
- 62 NBA Most Valuable Player Awards
- 48 NBA Finals Most Valuable Player Awards
- 730 All-Star-Game-Nominierungen
- mehr als 1,5 Mio. erzielte Punkte